# M2 (lança-chamas)
O lança-chamas M2 foi uma arma lança-chamas utilizada principalmente pelo Exército dos Estados Unidos durante a Segunda Guerra Mundial. Embora tivesse um excelente "tempo de queima" de 47s, sua eficiência era limitada a somente 20m. Inicialmente era uma arma extremamente útil para combate, mas acabou sendo deixada de lado após a chegada tardia dos tanques e principalmente, o uso do Sistema Ronson, tornando desnecessária a exposição da infantaria a esse tipo de arma.

## Uso de combate

### Segunda Guerra Mundial
O lança-chamas M2 foi usado em combate no teatro do Pacífico, sendo implantado para combater posições japonesas fortemente fortificadas e entrincheiradas. Após o sucesso do lança-chamas M1, o M2 foi desenvolvido e colocado em uso em combate em 1943. No final do conflito, modelos posteriores do M2 foram equipados com o agente espessante de combustível conhecido como napalm.

## Variantes do M2
O M2, que era o modelo da Segunda Guerra Mundial, tinha tampas de gás hexagonais e armações de ampulheta. Também foi chamado de M2-2, M2 para os grupos de tanques e -2 para o tipo varinha.
O M2A1-2 é a variação do M2 desenvolvido durante a Guerra da Coreia. Estes tinham armações de mochila de lados retos, tampas de gás ventiladas, um regulador do tamanho de um cilindro e uma válvula de segurança. Estes são muito mais comuns hoje do que os modelos da Segunda Guerra Mundial.
O M2A1-7 foi um lança-chamas usado pelas tropas americanas durante a Guerra do Vietnã. É a versão atualizada do M2A1-2 usado durante a Guerra da Coréia.
Possui quatro controles:
- Parte traseira da empunhadura traseira: trava de segurança de disparo.
- Frente da empunhadura traseira: gatilho de disparo.
- Em cima da parte frontal: trava de segurança do dispositivo de ignição
- Sob a parte frontal: gatilho de ignição.

O M9A1-7 foi o modelo mais comum usado no Vietnã e é muito mais leve e fácil de usar. Tanques para esta arma são comumente encontrados, mas a maioria das varinhas foi destruída após a guerra do Vietnã.
Alguns lança-chamas do Exército dos EUA têm um empunhadura frontal com o mesmo formato da empunhadura traseira. Nestes modelos, os controles da ignição estão na empunhadura dianteira, dispostos da mesma forma que os controles da empunhadura traseira. O M2 foi substituído pelo lança-chamas M9A1-7 usado no Vietnã. O M9A1-7 foi substituído pelo M202A1 FLASH.

## Operadores

### Ex-operadores
- Austrália[3]
- Brasil
- China
- República da China (Segunda Guerra Mundial)
- Japão (após a Segunda Guerra Mundial para as Forças de Autodefesa do Japão; mais tarde substituído por um lança-chamas de fabricação japonesa baseado no M2)[4]
- Filipinas
- Estados Unidos
- Indonésia
- Malásia
- Portugal
- Tailândia